# Sophie Webster
Sophie Lauren Webster, es un personaje ficticio de la serie de televisión británica Coronation Street, interpretada por la actriz Brooke Vincent desde el 2004 hasta el 9 de octubre de 2019. Anteriormente Sophie fue interpretada por las actrices Emma Woodward de 1997 hasta el 2004 y por Ashleigh Middleton del 4 de noviembre de 1994 hasta 1997.